# ABC-regionen
ABC-regionen åsyftar tre mindre städer/kommuner i stor-São Paulo som är Santo André, São Bernardo do Campo och São Caetano do Sul. Senare utökades regionen till ABCD där även Diadema fick ingå.